# . (Unix)
在Unix shell中，点号被称为点命令（.），是执行或打开電腦檔案的命令。
点命令的第一个引数是文件名；人们可以在第二个引数中指定参数。如果没有指定任何参数，该文件将获得一组在当前上下文中可用的位置参数；如果指定参数，该文件将只收到所指定的参数。在任何情况下，位置参数$0会是当前上下文的$0。
该文件不必有执行权限。点命令通常被用来定义当前进程中可访问的环境变量。相比直接执行该文件，使用点命令执行该文件不会打开新的进程，文件所定义环境变量适用于当前的进程或当前的Shell。
不要把点命令与用点号前缀来隐藏文件或隐藏目录的用法相混淆。也不要把点命令与运行命令的./脚本名的点号相混淆，后者点号只是指向当前路径的相对路径。